# Боровець Максим Федорович
Макси́м Фе́дорович Борове́ць (15 квітня 1992, Христинівка, Україна) — український футболіст, півзахисник.

## Клубна кар'єра
Максим Боровець народився 15 квітня 1992 року в Христинівці, що на Черкащині. Впродовж 2005—2009 років виступав у ДЮФЛУ за столичні колективи РВУФК та «Динамо» (71 гра, 22 голи).
У сезоні — 2009/2010 Максим Боровець виступав за дублюючий склад київського «Динамо» (10 матчів, 1 гол) та «Динамо-2» (8 зустрічей). На професіональному рівні дебютував 29 березня 2010 року в виїзному матчі 20-го туру Першої ліги чемпіонату України проти «Кримтеплиці». Матч завершився мінімальною перемогою команди з Молодіжного. Максим же вийшов на поле на 82-ій хвилині змість Андрія Сахневича. У квітні 2012 року перейшов до складу сімферопольської «Таврії», в складі якої другу частину сезону 2011/2012 років Максим захищав кольори команди в молодіжній першості. В 2012 році виступав за молодіжний склад харківського «Металіста» (14 матчів, 3 голи). 23 вересня 2012 року Максим зіграв за «Металіст» у матчі Кубку України проти столичної «Оболоні». Наприкінці лютого 2013 року перейшов з харківського клубу на правах оренди (до завершення сезону) до чернівецької «Буковини».
Після завершення терміну дії орендної угоди та завершення контракту з харківським клубом за допомоги свого агента, Дмитра Селюка, відправився на перегляд до кіпрського клубу «Енозіс Неон», зрештою підписав контракт з цим клубом. В складі кіпрської команди провів один сезон, з яких взяв участь в лише 5 матчах національного чемпіонату. Спочатку грав на позиції центрального півзахисника, згодом тренер «Еносіса» почав його використоввати на флангах.
У 2014 році повернувся в Україну та підписав контракт з представником першої ліги чемпіонату України, ФК «Полтава». З 2014 по 2015 роки в складі полтавського клубу в чемпіонаті України зіграв 31 матч та відзначився дебютним голом у професіональній кар'єрі. Сталося це 28 березня 2015 року в домашньому матчі 19-го туру Першої ліги чемпіонату України проти чернівецької «Буковини». ФК «Полтава» в тому поєдинку здобула перемогу з рахунком 2:0. Боровець в тому матч вийшов на поле на 46-ій хвилині, замість Тараса Ковальчука, а на 63-ій хвилині відзначився голом. Ще 2 поєдинки в складі полтавської команди провів у кубку України.
У 2015—2017 роках виступав у складі ковалівського «Колоса», згодом став гравцем київського «Арсеналу». І в тій і в тій команді ставав переможцем турнірів, в яких виступав. 2 серпня 2018 року став гравцем рівненського «Вереса», підписавши контракт на 1 рік. У листопаді 2018 року за обопільною згодою сторін достроково залишив клуб. З нового року став гравцем житомирського «Полісся», за який виступав до завершення 2019/20 сезону та став призером друголігового турніру. У серпні 2020 року вдруге в своїй кар'єрі уклав трудові відносини з чернівецьким футбольним клубом «Буковина».

## Кар'єра в збірній
У 2007—2010 роках виступав за юнацькі збірні України, і за цей період у футболці юнацьких національних збірних провів 12 офіційних матчів та відзначився 1 голом. 

## Досягнення
- Перша ліга чемпіонату України
  -  Переможець (1): 2017/18

- Друга ліга чемпіонату України
  -  Переможець (1): 2015/16
  -  Срібний призер (1): 2019/20